# Коэн, Кэтрин
Кэтрин Коэн (англ. Katherine Cohen, полное имя Katherine Myrhilla Cohen; 1859—1914) — американская скульптор английского происхождения.

## Биография
Родилась 18 марта 1859 года в Филадельфии, штат Пенсильвания; была младшей из четырёх детей в семье Генри Коэна, родом из Лондона, и Матильды (Сэмюэл) Коэн, родом из Ливерпуля, эмигрировавших в США.

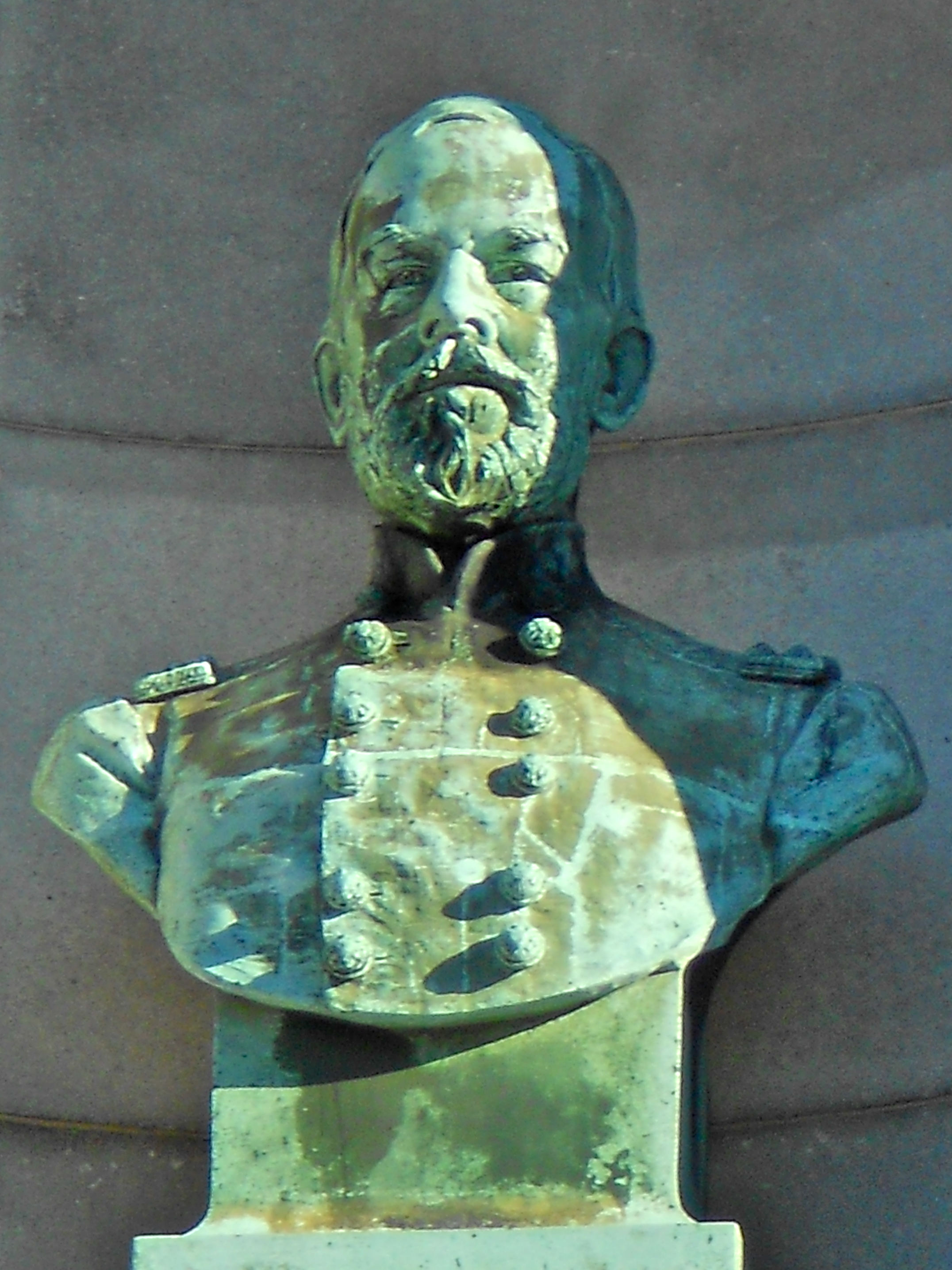
Бюст генерала Бивер, Джеймс

Получила хорошее образование в области искусства, обучаясь сначала в Пенсильванской академии изящных искусств у художника Томаса Икинса, а затем работала в Лиге студентов-художников в Нью-Йорке в качестве ассистента в студии скульптора Августа Сен-Годенса.
В 1884 году открыла собственную студию в Филадельфии. Три года спустя она уехала в Париж и начала работать со скульпторами Денисом Пуэчем и Мариусом Мерсье. Будучи во Франции, была избрана почетным членом Американской художественной ассоциации.
Кэтрин Коэн — автор многих скульптур известных личностей США. Её работа «Bust of Harry Souther» была представлена на Всемирной выставке 1893 года в Чикаго. Некоторые её работы представлены в Smith Memorial Arch.
Умерла в 1914 году в Филадельфии.